# Pinamonte Bonacossi
Pour les autres membres de la famille, voir Bonacossi.
Pinamonte Bonacossi ou Bonacolsi (en italien Pinamonte dei Bonacolsi) (né en ? - décédé le 7 octobre 1293 à Mantoue) était un homme politique italien du XIIIe siècle. Il fut le premier membre de la puissante famille des Bonacossi à diriger la ville de Mantoue en Italie.

## Biographie
Fils du feudataire véronais Rinaldo Bonacolsi, il fut successivement doyen du peuple de Mantoue en 1259, co-recteur en 1272 puis seul recteur de Mantoue et capitaine général en 1274 et enfin, en 1276, capitaine général perpétuel devenant ainsi seigneur souverain de facto.
Parvenu à la souveraineté, il quitta les guelfes pour les gibelins, s'allia avec les maisons de Vérone et della Scala, vainquit les Padouans, les Vicentins, et se maintint au pouvoir jusqu'en 1291 malgré plusieurs séditions.
Il abdiqua en janvier 1291 au profit de son troisième fils Bardellone Bonacossi et décéda en 1293.
Dante cite Pinamonte Bonacossi dans la Divine Comédie (L'Enfer, Chant XX, 95-96).

## Sources
Cet article comprend des extraits du Dictionnaire Bouillet. Il est possible de supprimer cette indication, si le texte reflète le savoir actuel sur ce thème, si les sources sont citées, s'il satisfait aux exigences linguistiques actuelles et s'il ne contient pas de propos qui vont à l'encontre des règles de neutralité de Wikipédia.